# Protase Rugambwa
Protase Rugambwa (Bunena, 31. svibnja 1960.) tanzanijski je prelat Katoličke Crkve koji je metropolitanski nadbiskup nadbiskupije Tabora od studenog 2023. godine.
Papa Franjo je 9. srpnja 2023. na konzistoriju zakazanom za 30. rujna najavio planove da ga proglasi kardinalom. Na tom konzistoriju imenovan je kardinalom svećenikom crkve Santa Maria in Montesanto.